# Bienvenidos al Lolita
Bienvenidos al Lolita es una serie de televisión producida por Globomedia para el canal Antena 3. Se trata de una comedia dramática estrenada el 7 de enero de 2014.
A mediados del mes de febrero, el grupo de comunicación Atresmedia, sociedad propietaria de Antena 3, anunció por sorpresa el final de la serie y la no renovación por más episodios, siendo el 25 de febrero de 2014 su última emisión, sin ni siquiera finalizar una temporada completa, normalmente compuesta por 13 capítulos. Fue debido a la caída de audiencia que presentaba desde su inicio.

## Sinopsis
Dolores (Beatriz Carvajal) regenta el Lolita Cabaret, una sala de espectáculos situada en una céntrica callejuela de Madrid. En estos momentos de crisis económica, los artistas conviven en el hotel anexo al local esperando un inversor que les ayude a levantar de nuevo el telón. Ese socio capitalista es Don José Luis (Luis Varela), un hombre de negocios conservador y provinciano que choca frontalmente con la mentalidad moderna y desinhibida de los habitantes del Lolita. Don José Luis llega a la ciudad acompañado de Alfredo (Carlos Santos), un sobrino tímido y mojigato al que acaban de plantar en el altar. El joven irá de sorpresa en sorpresa, pues el mundo que él conoce es muy distinto al del cabaret. Aunque se siente fuera de lugar e intimidado por las chicas del ballet, Alfredo establecerá una relación muy especial con Roxy (Sara Vega), una chica transexual divertida y audaz. La reapertura del Lolita coincide con la llegada de Violeta (Natalia Verbeke), la hija de Dolores que abandonó el cabaret para casarse y llevar una vida normal. Ahora regresa tras divorciarse, acompañada por dos hijos pequeños, Chuso y Nuri, y sin un techo donde vivir. Para Violeta el Lolita es un lugar de paso hasta que encuentre un trabajo con el que mantenerse, pero acabará quedándose más tiempo del que esperaba.

## Elenco y personajes

### Principales
- Beatriz Carvajal - Dolores «Lola» Reina Jiménez (Episodio 1 - Episodio 6; Episodio 8)
- Natalia Verbeke - Violeta Reina Jiménez
- Roberto Álamo - Cúper
- Nerea Camacho - Greta Vidal Martín
- Carlos Santos - Alfredo Caballeira
- Rodrigo Guirao - Jota
- Jorge Bosch - Reverendo Ortiz
- Cristina Peña - Norma
- Estefanía de los Santos - Rosario «Charo» Martín
- Font García - Virgilio Vidal
- Sara Vega - Roxy Valbuena
- Pablo Espinosa - Camilo Ortiz
- Maggie Civantos - Fanny
- Nuria Herrero - Lupe
- Denisse Peña - Daniela, hija de Cúper (Episodio 2 - Episodio 4; Episodio 6 - Episodio 8)
- Álvaro Balas - Suxo, hijo de Violeta
- Lucía Balas - Nuri, hija de Violeta
- Luis Varela como José Luis Carrión Fuentes (Episodio 1 - Episodio 6; Episodio 8)

### Secundarios

#### Con la intervención de
- Álvaro Morte - Voz en off (Episodio 1; Episodio 3 - Episodio 5)
- Marta Aledo - María del Mar «Marimar» (Episodio 1 - Episodio 2; Episodio 5)
- Ares Teixidó - Reportera (Episodio 1)
- Paloma Paso Jardiel - Alfonsina Caballeira (Episodio 1; Episodio 8)
- Amparo Oltra - Profesora de Nuri (Episodio 2)
- Óscar Sinela - André Villegas (Episodio 3)
- Michelle Calvó - Carmen (Episodio 5)
- Pedro Civera - Eusebio (Episodio 6; Episodio 8)
- María José Alfonso - Julia, madre de Roxy (Episodio 6; Episodio 8)

#### Con la colaboración de
- Paco Merino - Paco, el obispo (Episodio 5)

## Episodios
| N.º Episodio | Título                               | Fecha de emisión      | Audiencia         |
| ------------ | ------------------------------------ | --------------------- | ----------------- |
| 1            | «Bienvenidos al Lolita»              | 7 de enero de 2014    | 3 551 000 (18,4%) |
| 2            | «Abuela de día, cabaretera de noche» | 14 de enero de 2014   | 3 361 000 (17,5%) |
| 3            | «Lo verde empieza en Los Pirineos»   | 21 de enero de 2014   | 2 898 000 (15,6%) |
| 4            | «El hermano rarito de Garritas»      | 28 de enero de 2014   | 2 719 000 (14,7%) |
| 5            | «El teorema del beso con lengua»     | 4 de febrero de 2014  | 2 597 000 (12,6%) |
| 6            | «La pandilla basura»                 | 11 de febrero de 2014 | 1 989 000 (10,5%) |
| 7            | «En el alambre»                      | 18 de febrero de 2014 | 2 079 000 (11,5%) |
| 8            | «El último viaje a Egipto»           | 25 de febrero de 2014 | 2 070 000 (11,5%) |